# BURN·E
BURN·E ist ein US-amerikanischer computeranimierter Kurzfilm der Pixar Animation Studios, der auf der DVD und Blu-ray Disc von WALL·E – Der Letzte räumt die Erde auf, erschienen am 5. Februar 2009, als Bonusfilm enthalten ist. Der Kurzfilm unter der Regie des WALL·E Hauptanimators Angus MacLane wurde zur selben Zeit wie WALL·E produziert. Die Musik von BURN·E wurde von J.A.C. Redford komponiert und dirigiert, welcher auch schon bei WALL·E mitwirkte.
Der Film basiert auf einem Charakter, welcher kurz im Hauptfilm zu sehen war, als WALL·E und EVE um das Axiom-Raumschiff flogen, dann durch eine Tür dieses betraten und dabei einen schweißenden Roboter aus dem Schiff aussperrten. Dieser Charakter ist ein Reparaturroboter, genannt BURN·E (Basic Utility Repair Nano Engineer), der seine Fäuste gegen die Tür schlägt und schließlich erkennt, dass er ausgesperrt ist und nun außerhalb des Raumschiffes festsitzt.

## Handlung
Als WALL·E, der sich an der Außenseite von EVEs Raumschiff festhält, mit seiner Hand durch die Ringe des Saturn fährt, wird einer der Steine abgelenkt und eine kleine Lampe auf der Außenseite des Mutterschiffs Axiom zerstört. Ein Reparaturroboter namens BURN·E erhält daraufhin von dem Versorgungsroboter SUPPLY·R eine Ersatzlampe, um die kaputte zu ersetzen. Nachdem EVEs Schiff an der Axiom gelandet ist, winken sich WALL·E und BURN·E zu, wodurch dem Reparaturroboter die noch lose Lampe in den Weltraum wegfliegt. So muss er mit einer zweiten Lampe einen neuen Versuch starten. Währenddessen setzt der Sicherheitsroboter GO·4 eine Pflanze von der Erde, die EVE mitgebracht hat, in eine Rettungskapsel und stellt diese auf „Selbstzerstörung“. Als sie trotz WALL·Es Rettungsversuch explodiert, erschrickt BURN·E und lässt die Lampe erneut wegschweben. Nachdem SUPPLY·R ihm verärgert die letzte Lampe aus dem Bestand gegeben hat, gelingt die Montage. Zur selben Zeit tanzt WALL·E, welcher die Explosion überlebt hat, zusammen mit EVE durch das All. Als sie zurückkehren, sperren sie BURN·E versehentlich aus.
Als jedoch WALL·E und EVE fast durch eine Müll-Luftschleuse ins Weltall hinausgestoßen werden, sieht BURN·E in der offenen Schleuse seine Chance zur Rückkehr. Doch ein WALL·A-Roboter schließt den Eingang direkt vor BURN·E wieder. Schließlich entscheidet er sich, mit seinem Schweißgerät ein Loch in die Tür zu brennen, und kehrt er zu SUPPLY·R zurück, um die neue Lampe anzuschalten. Währenddessen geraten der Kapitän des Axioms und der Schiffscomputer in einen Kampf, bei welchem das Raumschiff in Schieflage gerät und BURN·E wieder nach draußen geschleudert wird und die Lampe ausgeschaltet bleibt. Als der Kampf beendet ist, fliegt das Schiff mit maximaler Geschwindigkeit in den Hyperraum. Durch die Beschleunigung wird BURN·E gegen eine Schiffswand gedrückt, von der er sich erst wieder lösen kann, als das Raumschiff auf der Erde landet. Dort findet BURN·E das Raumschiff verlassen vor. Mit einer Rettungskapsel reist er den Robotern auf den Planeten nach und prallt in der Nähe von SUPPLY·R auf. BURN·E schafft es schlussendlich, die Lampe wieder zum Leuchten zu bringen, doch kurz darauf wird sie von der Luke seiner Kapsel erneut zerstört. Der Reparaturroboter fällt nach der erneuten Notwendigkeit einer Reparatur in Ohnmacht. Nach den Credits versucht SUPPLY·R, den angeschlagenen BURN·E zu trösten.

## Entstehung
Der Film überschneidet sich mit einigen Szenen aus WALL·E; beide Filme spielen parallel zueinander.
Fünf Monate vor der Fertigstellung von WALL·E wurde mit der Produktion von BURN·E begonnen. Es wurden allerdings keine Änderungen an der Handlung des Hauptfilms vorgenommen, damit der Kurzfilm funktioniert. Trotzdem musste in einer Szene von WALL·E nachträglich noch die Ersatzlampe, die BURN·E montiert, eingefügt werden, da diese ursprünglich nicht im Film zu sehen war.
Regisseur Agnus MacLane hat seinen Kurzfilm BURN·E einigen seiner Lieblings-Science-Fiction-Filmen der 1970er und 1980er Jahre nachempfunden, welche oft berühmt dafür waren, spektakuläre Filmsets mit nur wenig Budget aufzubauen. MacLane und sein Team haben viele derselben Grundsätze in wiederholter Form in BURN·E verwendet. Als Hommage an diese basiert das Bodengitter auf ähnlichen Bodengittern, wie sie schon in den Filmen Outland – Planet der Verdammten, Alien – Das unheimliche Wesen aus einer fremden Welt und Aliens – Die Rückkehr verwendet wurden. Auf dem Aufzug, mit welchem BURN·E fährt, steht „ELV-426“, was normalerweise bedeuten soll, dass dies der Aufzug Nummer 426 ist. Der Schriftzug ist aber außerdem eine Anspielung auf die Alien-Filmreihe, welche auf einem Planeten namens „LV-426“ spielt.